# Dove comincia il sole (serie televisiva)
Dove comincia il sole è una serie televisiva, con Anja Kruse, Christian Kohlund, Barbara De Rossi e Jean Sorel, diretta da Rodolfo Roberti.